# Carlos Tenorio
Carlos Vicente Tenorio Medina (ur. 14 maja 1979) – ekwadorski piłkarz, grający na pozycji napastnika.
W reprezentacji Ekwadoru od 2001 roku rozegrał 50 meczów i strzelił 12 goli – uczestnik mistrzostw świata 2002 (runda grupowa) i mistrzostw świata 2006.
W czasie meczu mistrzostw świata 2006 z reprezentacją Polski 9 czerwca 2006 roku, wygranego przez Ekwadorczyków 2:0, strzelił jedną z bramek.

## Sukcesy
- mistrzostwo Kataru 2004 z Al-Sadd
- wicekról strzelców ligi katarskiej w sezonie 2003-04 (wyprzedził go tylko Gabriel Batistuta)